# 紅砕茶
紅砕茶（こうさいちゃ、ホンスイチャァ）は、中華人民共和国の紅茶の分類の1つ。分級紅茶とも呼ばれる。
中国の紅茶は大きく分類すると工夫紅茶、小種紅茶、紅砕茶の3種類となる。
主に輸出用に製造される紅茶であり、機械を用いて茶葉を細かくしたもので「ブロークンタイプ」に分類される。茶葉の製法は工夫紅茶の工程を簡素化したものが主流となっている。大量生産されており、ティーバッグなどにも利用される。広東省の英徳紅茶が紅砕茶の代表である。
3分類の中では最も遅く生産が始まって、20世紀後期からとなる。徐々に紅砕茶の生産量が増えると共に質も高くなってきている。